# Полюшенко, Андрей Петрович
Андре́й Петро́вич Полюшенко (1911—1985) — советский художник. Народный художник РСФСР (1981). Лауреат Государственной премии РСФСР имени И. Е. Репина.

## Биография
Полюшенко Андрей Петрович родился 1 октября 1911 года в слободе Коренная Богучарского уезда (ныне — Калачеевского района Воронежской области).
В 1924—1929 годах учился в студии С. П. Соколова в Нижнем Новгороде (педагоги Н. П. Крымов, Л. А. Хныгин). Член Союза художников СССР с 1940 года. 
Полюшенко Андрей Петрович, художник пейзажист, был заместителем председателя МОООСХ (1949—1955).
Картины художника хранятся в Государственной Третьяковской галерее, Государственном Русском музее, в Мытищинском историко-художественном музее, в Государственном биологическом музее им. К. А. Тимирязева, в Свердловской областной картинной галерее и в частных коллекциях в России и за рубежом.
Скончался 15 ноября 1985 года в г. Мытищи Московской области. Похоронен в Мытищах на Волковском кладбище.

## Выставки
Полюшенко Андрей Петрович — участник художественных выставок с 1936 года.

## Основные работы
«Снег выпал», «Озимые всходы», «Ранний снег», «Мокрая сирень», «Подмосковные просторы», «Весенний вечер», «Птицы возвращаются», «Осенняя тишина», «Восход луны», «Зеленя», «Весенний ручей», «Весенняя радуга», «Летний вечер», «Закат. Тетя Маша зовет детей ужинать».
Подмосковные пейзажи «Бородино — поле русской славы», «На Приокских равнинах», «Октябрь» и «Последний снег».

## Награды
- Государственная премия РСФСР имени И. Е. Репина (1978).

## Память
В г. Мытищи по ул. Веры Волошиной, д. 15, где с 1976 по 1985 годы жил художник, установлена мемориальная доска.